# Kansai Yamamoto
Kansai Yamamoto (山本 寛斎, Yamamoto Kansai), född 8 februari 1944 i Yokohama, död 21 juli 2020, var en japansk modeskapare. Han är bland annat känd för att ha skapat androgyna och futuristiska scenkostymer åt David Bowie, särskilt till dennes Ziggy Stardust-turné – Ziggy Stardust Tour.